# Luis Serrano Pubull
Luis Serrano Pubull es un investigador español (Madrid, 1959). 

## Trayectoria
Estudió Ciencias Biológicas en la Universidad Complutense de Madrid (1982). Después hizo su doctorado en Bioquímica en la Universidad Autónoma de Madrid (UAM, 1985), donde también hizo un primer postdoc en el Centro de Biología Molecular Severo Ochoa (CSIC-UAM) durante dos años. Su trabajo versaba sobre la relación estructura-función de las proteínas, en concreto en las interacciones de los microtúbulos con las proteínas accesorias. A continuación fue a Cambridge, Inglaterra, donde hizo un segundo postdoc con Alan Fersht, también sobre la estabilidad de las proteínas.
En 1992 estableció su propio grupo de investigación en el Laboratorio Europeo de Biología Molecular (EMBL) en Heidelberg, Alemania, donde seis años más tarde se convirtió en jefe de grupo senior y jefe del programa de Biología Estructural y Computacional. Entonces trabajó en el plegamiento erróneo de proteínas en relación con enfermedades (como las relacionadas con el amiloide) y se especializó en el diseño computacional de proteínas para obtener nuevas funciones biológicas, alrededor del que creó software (como FoldEx). También creó una nueva línea de investigación en torno al diseño de pequeñas redes de regulación transcripcional.
En 2005 fue al Centro de Regulación Genómica, localizado en el Parque de Investigación Biomédica de Barcelona (PRBB), como líder de la Unidad de Biología de Sistemas, coordinador de un grupo de investigación sobre el Diseño de Sistemas Biológicos [1] y subdirector. En 2011 se convirtió en director, sustituyendo al fundador del CRG, Miguel Beato del Rosal. También forma parte del comité de Igualdad de Género del CRG y ha contribuido a aumentar la visibilidad de las mujeres en la Ciencia. Fue el primer presidente de EU-LIFE (2014-2015), la alianza de institutos de investigación que aboga por una investigación excelente en Europa.
Su investigación actual se centra en la Biología de sistemas y la Biología Sintética. Específicamente quiere conseguir una comprensión de los sistemas biológicos a nivel cuantitativo con el objetivo final de predecir sus características y poder diseñar y modificar su comportamiento. Combinan el análisis teórico y experimental (utilizando diferentes ómicas). Actualmente está trabajando en dos líneas principales de investigación: la aplicación de la biología estructural en el entendimiento de redes de regulación complejas (como la de las MAP quinasas, implicadas en la señalización por factores de crecimiento y cáncer) en el análisis cuantitativo a gran escala de la bacteria Mycoplasma pneumoniae, uno de las más pequeños que se conocen, para intentar crear el primer modelo computacional 3D de un organismo completo y convertirlo en un chasis para desarrollar píldoras vivas.
Durante su carrera ha publicado más de 300 artículos científicos, revisiones y capítulos de libros, ha fundado diferentes empresas biotecnológicas, como Cellzome (Heidelberg, Alemania), Diverdrugs (Barcelona), EnVivoPharmaceutical (Boston, EE. UU.) y Alive Biospain (Madrid), y tiene ocho patentes internacionales.
Ha sido reconocido con el Premio Ciudad de Barcelona del Ayuntamiento de Barcelona (2010), el premio de Excelencia Marie Curie de la Unión Europea (2003)  y es miembro de EMBO desde 1999 e ICREA desde 2006.